# Martina Borecká
Martina Borecká (* 19. března 1991, Brandýs nad Labem) je česká profesionální tenistka. Ve své dosavadní kariéře na okruhu WTA Tour zatím nehrála žádný turnaj. V rámci okruhu ITF získala ke konci roku 2011 1 titul ve dvouhře a 10 titulů ve čtyřhře.
Na žebříčku WTA byla nejvýše ve dvouhře klasifikována k 24. říjnu 2011 na 553. místě a ve čtyřhře pak k 7. listopadu 2011 na 402. místě.
Vítězka Pardubické juniorky 2009. Aktuálně je členkou I. ČLTK Praha.

## Finálové účasti na turnajích okruhu ITF
| $100,000 tournaments |
| $75,000 tournaments  |
| $50,000 tournaments  |
| $25,000 tournaments  |
| $10,000 tournaments  |

### Dvouhra (1-0)

#### Vítězka
| Č. | Datum          | Turnaj   | Povrch | Finalistka    | Výsledek |
| -- | -------------- | -------- | ------ | ------------- | -------- |
| 1. | 23. říjen 2010 | Monastir | tvrdý  | Jana Čepelová | 7:5, 6:1 |

### Čtyřhra (10-7)

#### Vítězka
| Č.  | Datum           | Turnaj     | Povrch | Spoluhráčka                | Finalistky                              | Výsledek          |
| --- | --------------- | ---------- | ------ | -------------------------- | --------------------------------------- | ----------------- |
| 1.  | 26. duben 2009  | Bol        | antuka | Noppawan Lertcheewakarnová | Michaela Pochabová Patricia Verešová    | 6:3, 6:3          |
| 2.  | 15. květen 2009 | Michalovce | antuka | Martina Kubičíková         | Simona Dobrá Lucie Kriegsmannová        | 2:6, 6:2, 11:9    |
| 3.  | 29. květen 2010 | Olecko     | antuka | Martina Kubičíková         | Martina Frantová Simonka Parajová       | 6:3, 6:1          |
| 4.  | 7. srpen 2010   | Ilawa      | antuka | Martina Kubičíková         | Veronika Domagalaová Kateřina Kawaová   | 6:3, 6:1          |
| 5.  | 19. únor 2011   | Leimen     | tvrdý  | Petra Krejsová             | Kim Kilsdonková Nicolette Van Uitertová | 2:6, 7:6(5), 10:4 |
| 6.  | 11. březen 2011 | Dijon      | tvrdý  | Petra Krejsová             | Maria Abramovičová Sofia Kvatsabaiaová  | 6:3, 6:4          |
| 7.  | 15. duben 2011  | Bol        | antuka | Martina Kubičíková         | Evelyn Mayrová Julia Mayrová            | 6:2, 6:4          |
| 8.  | 22. duben 2011  | Hvar       | antuka | Martina Kubičíková         | Ionela-Andreea Iovaová Zuzana Zlochová  | 6:0, 6:2          |
| 9.  | 25. červen 2011 | Nis        | antuka | Vivien Juhászová           | Ivana Klepičová Natalija Kostičová      | 7:6(7), 6:3       |
| 10. | 7. říjen 2011   | Solin      | antuka | Petra Krejsová             | Karin Morgošová Lenka Tvarošková        | 3:6, 6:4, 10:3    |

#### Finalistka
| Č. | Datum            | Turnaj     | Povrch | Spoluhráčka        | Vítězky                                   | Výsledek       |
| -- | ---------------- | ---------- | ------ | ------------------ | ----------------------------------------- | -------------- |
| 1. | 19. duben 2009   | Hvar       | antuka | Elena Bogdanová    | Reka-Luca Janiová Martina Kubičíková      | 4:6, 6:0, 6:10 |
| 2. | 22. srpen 2009   | Olomouc    | antuka | Martina Kubičíková | Iveta Gerlová Darina Šeděnková            | 4:6, 2:6       |
| 3. | 30. srpen 2009   | Praha      | antuka | Iveta Gerlová      | Simona Dobrá Lucie Kriegsmannoová         | 6:7(2), 2:6    |
| 4. | 4. březen 2011   | Lyon       | tvrdý  | Petra Krejsová     | Maria Abramovičová Sofia Kvatsabaiaová    | 4:6, 6:3, 5:10 |
| 5. | 14. srpen 2011   | Doboj      | antuka | Petra Krejsová     | Vivien Juhászová Barbara Sobaszkiewiczová | 5:7, 3:6       |
| 6. | 30. září 2011    | Umag       | antuka | Petra Krejsová     | Lucie Butkovská Natalija Kostičová        | 5:7, 6:3, 6:10 |
| 7. | 5. listopad 2011 | Sunderland | tvrdý  | Petra Krejsová     | Eva Wacannoová Caitlin Whoriskeyová       | 2:6, 6:4, 8:10 |